# César/Bester Hauptdarsteller

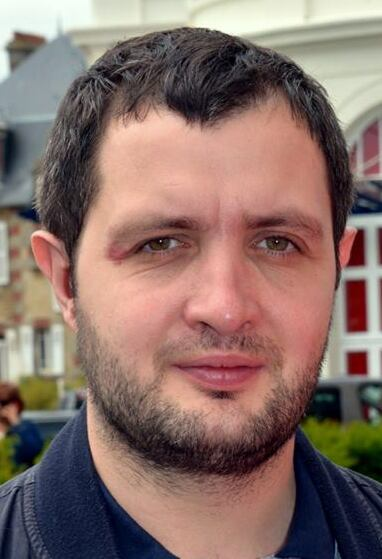
Preisträger 2025: Karim Leklou für Le roman de Jim

Der César in der Kategorie Bester Hauptdarsteller (Meilleur acteur) wird seit 1976 verliehen. Die Mitglieder der Académie des Arts et Techniques du Cinéma vergeben ihre Auszeichnungen für die besten Filmproduktionen und Filmschaffenden rückwirkend für das vergangene Kinojahr.
| Statistik                          | Name              | Anzahl | Jahr                                                                                                   |
| ---------------------------------- | ----------------- | ------ | --- |
| Häufigste Auszeichnungen           | Michel Serrault   | 3      | 1979, 1982, 1996                                                                                       |
| Häufigste Nominierungen (* = Sieg) | Gérard Depardieu  | 17     | 1976, 1977, 1978, 1979, 1981*, 1983, 1984, 1985, 1986, 1988, 1989, 1990, 1991*, 1995, 2007, 2011, 2016 |
| Häufigste Nominierungen ohne Sieg  | Jean-Pierre Bacri | 6      | 2000, 2001, 2004, 2013, 2016, 2018                                                                     |
| Häufigste Nominierungen ohne Sieg  | Fabrice Luchini   | 6      | 1991, 1997, 2013, 2014, 2016, 2017                                                                     |

Die unten aufgeführten Filme werden mit ihrem deutschen Verleihtitel (sofern ermittelbar) angegeben, danach folgt in Klammern in kursiver Schrift der französische Originaltitel. Die Nennung des französischen Originaltitels entfällt, wenn deutscher und französischer Filmtitel identisch sind. Die Gewinner stehen hervorgehoben an erster Stelle.

## 1970er-Jahre
1976
Philippe Noiret – Das alte Gewehr (Le vieux fusil)
- Gérard Depardieu – Quartett Bestial (Sept morts sur ordonnance)
- Victor Lanoux – Cousin, Cousine (Cousin, cousine)
- Jean-Pierre Marielle – Die Gelüste des Herrn Theobald (Les galettes de Pont-Aven)

1977
Michel Galabru – Der Richter und der Mörder (Le juge et l’assassin)
- Alain Delon – Monsieur Klein
- Gérard Depardieu – Die letzte Frau (La dernière femme)
- Patrick Dewaere – Unser Weg ist der beste (La meilleure façon de marcher)

1978
Jean Rochefort – Der Haudegen (Le crabe-tambour)
- Alain Delon – Der Fall Serrano (Mort d’un pourri)
- Charles Denner – Der Mann, der die Frauen liebte (L’homme qui aimait les femmes)
- Gérard Depardieu – Süßer Wahn (Dites-lui que je l’aime)
- Patrick Dewaere – Der Richter, den sie Sheriff nannten (Le juge Fayard dit le shérif)

1979
Michel Serrault – Ein Käfig voller Narren (La cge aux folles)
- Claude Brasseur – Eine einfache Geschichte (Une histoire simple)
- Jean Carmet – Zucker, Zucker! (Le sucre)
- Gérard Depardieu – Zucker, Zucker! (Le sucre)

## 1980er-Jahre
1980
Claude Brasseur – Der Polizeikrieg (La guerre des polices)
- Patrick Dewaere – Série noire
- Yves Montand – I wie Ikarus (I comme Icare)
- Jean Rochefort – Jetzt oder nie! (Courage fuyons)

1981
Gérard Depardieu – Die letzte Metro (Le dernier métro)
- Patrick Dewaere – Der ungeratene Sohn (Un mauvais fils)
- Philippe Noiret – Auch Mörder haben schöne Träume (Pile ou face)
- Michel Serrault – Noch ein Käfig voller Narren (La cage aux folles II)

1982
Michel Serrault – Das Verhör (Garde à vue)
- Patrick Dewaere – Ausgerechnet ihr Stiefvater (Beau-père)
- Philippe Noiret – Der Saustall (Coup de torchon)
- Michel Piccoli – Eine merkwürdige Karriere (Une étrange affaire)

1983
Philippe Léotard – La Balance – Der Verrat (La balance)
- Gérard Depardieu – Danton
- Gérard Lanvin – Kaltes Blut (Tir groupé)
- Lino Ventura – Die Legion der Verdammten (Les misérables)

1984
Coluche – Am Rande der Nacht (Tchao Pantin)
- Gérard Depardieu – Zwei irre Spaßvögel (Les compères)
- Yves Montand – Garçon! Kollege kommt gleich! (Garçon!)
- Michel Serrault – Das Auge (Mortelle randonnée)
- Alain Souchon – Ein mörderischer Sommer (L’été meurtrier)

1985
Alain Delon – Geschichte eines Lächelns (Notre histoire)
- Gérard Depardieu – Fort Saganne
- Louis Ducreux – Ein Sonntag auf dem Lande (Un dimanche à la campagne)
- Philippe Noiret – Die Bestechlichen (Les ripoux)
- Michel Piccoli – Gefährliche Züge (La diagonale du fou)

1986
Christopher Lambert – Subway
- Gérard Depardieu – Der Bulle von Paris (Police)
- Robin Renucci – Die Kunst, verliebt zu sein (Escalier C)
- Michel Serrault – Mörderischer Engel (On ne meurt que deux fois)
- Lambert Wilson – Rendez-Vous (Rendez-vous)

1987
Daniel Auteuil – Jean de Florette
- Jean-Hugues Anglade – Betty Blue – 37,2 Grad am Morgen (37° 2 le matin)
- Michel Blanc – Abendanzug (Tenue de soirée)
- André Dussollier – Mélo
- Christophe Malavoy – Die Frau meines Lebens (La femme de ma vie)

1988
Richard Bohringer – Am großen Weg (Le grand chemin)
- Jean Carmet – Miss Mona
- Gérard Depardieu – Die Sonne Satans (Sous le soleil de Satan)
- Gérard Jugnot – Ein unzertrennliches Gespann (Tandem)
- Christophe Malavoy – Brennender Sommer (De guerre lasse)
- Jean Rochefort – Ein unzertrennliches Gespann (Tandem)

1989
Jean-Paul Belmondo – Der Löwe (Itinéraire d’un enfant gâté)
- Richard Anconina – Der Löwe (Itinéraire d’un enfant gâté)
- Daniel Auteuil – Einige Tage mit mir (Quelques jours avec moi)
- Jean-Marc Barr – Im Rausch der Tiefe (Le grand bleu)
- Gérard Depardieu – Camille Claudel

## 1990er-Jahre
1990
Philippe Noiret – Das Leben und nichts anderes (La vie et rien d’autre)
- Jean-Hugues Anglade – Nächtliches Indien (Nocturne indien)
- Michel Blanc – Die Verlobung des Monsieur Hire (Monsieur Hire)
- Gérard Depardieu – Zu schön für Dich (Trop belle pour toi)
- Hippolyte Girardot – Eine Welt ohne Mitleid (Un monde sans pitié)
- Lambert Wilson – Winter 54 (Hiver 54, l’abbé Pierre)

1991
Gérard Depardieu – Cyrano von Bergerac (Cyrano de Bergerac)
- Fabrice Luchini – Die Verschwiegene (La discrète)
- Michel Piccoli – Eine Komödie im Mai (Milou en mai)
- Jean Rochefort – Der Mann der Friseuse (Le mari de la coiffeuse)
- Michel Serrault – Dr. Petiot (Docteur Petiot)

1992
Jacques Dutronc – Van Gogh
- Hippolyte Girardot – Nacht ohne Ende – Hors la Vie (Hors la vie)
- Gérard Jugnot – Tolle Zeiten (Une époque formidable…)
- Jean-Pierre Marielle – Die siebente Saite (Tous les matins du monde)
- Michel Piccoli – Die schöne Querulantin (La belle noiseuse)

1993
Claude Rich – Ein Abendessen mit dem Teufel (Le souper)
- Daniel Auteuil – Ein Herz im Winter (Un cœur en hiver)
- Richard Berry – Der Flug des Schmetterlings (Le petit prince a dit)
- Claude Brasseur – Ein Abendessen mit dem Teufel (Le souper)
- Vincent Lindon – Die Krise (La crise)

1994
Pierre Arditi – Smoking / No Smoking
- Daniel Auteuil – Meine liebste Jahreszeit (Ma saison préférée)
- Michel Boujenah – Le nombril du monde
- Christian Clavier – Die Besucher (Les visiteurs)
- Jean Reno – Die Besucher (Les visiteurs)

1995
Gérard Lanvin – Der Lieblingssohn (Le fils préféré)
- Daniel Auteuil – Trennung (La séparation)
- Gérard Depardieu – Die Auferstehung des Colonel Chabert (Le colonel Chabert)
- Jean Reno – Léon – Der Profi (Léon)
- Jean-Louis Trintignant – Drei Farben: Rot (Trois couleurs: Rouge)

1996
Michel Serrault – Nelly & Monsieur Arnaud (Nelly et Monsieur Arnaud)
- Vincent Cassel – Hass (La haine)
- Alain Chabat – Eine Frau für Zwei (Gazon maudit)
- François Cluzet – Die Anfänger (Les apprentis)
- Jean-Louis Trintignant – Fiesta

1997
Philippe Torreton – Hauptmann Conan und die Wölfe des Krieges (Capitaine Conan)
- Daniel Auteuil – Am achten Tag (Le huitième jour)
- Charles Berling – Ridicule – Von der Lächerlichkeit des Scheins (Ridicule)
- Fabrice Luchini – Beaumarchais – Der Unverschämte (Beaumarchais, l’insolent)
- Patrick Timsit – Auch Männer mögen’s heiß! (Pédale douce)

1998
André Dussollier – Das Leben ist ein Chanson (On connaît la chanson)
- Daniel Auteuil – Duell der Degen (Le bossu)
- Charles Berling – Eine saubere Affäre (Nettoyage à sec)
- Alain Chabat – Didier
- Patrick Timsit – Le Cousin – Gefährliches Wissen (Le cousin)

1999
Jacques Villeret – Dinner für Spinner (Le dîner de cons)
- Charles Berling – Meine Heldin (L’ennui)
- Antoine de Caunes – Männer sind auch nur Frauen (L’homme est une femme comme les autres)
- Jean-Pierre Darroussin – Le Poulpe (Le poulpe)
- Pascal Greggory – Wer mich liebt, nimmt den Zug (Ceux qui m’aiment prendront le train)

## 2000er-Jahre
2000
Daniel Auteuil – Die Frau auf der Brücke (La fille sur le pont)
- Jean-Pierre Bacri – Kennedy und ich (Kennedy et moi)
- Albert Dupontel – Tagebuch eines Landarztes (La maladie de Sachs)
- Vincent Lindon – Ma petite entreprise
- Philippe Torreton – Es beginnt heute (Ca commence aujourd’hui)

2001
Sergi López – Harry meint es gut mit dir (Harry, un ami qui vous veut du bien)
- Jean-Pierre Bacri – Lust auf Anderes (Le goût des autres)
- Charles Berling – Liebe Last Lust (Les destinées sentimentales)
- Bernard Giraudeau – Une affaire de goût
- Pascal Greggory – Man liebt es unentschieden (La confusion des genres)

2002
Michel Bouquet – Vater töten! (Comment j’ai tué mon père)
- Éric Caravaca – Die Offizierskammer (La chambre des officiers)
- Vincent Cassel – Lippenbekenntnisse (Sur mes lèvres)
- André Dussollier – Tanguy – Der Nesthocker (Tanguy)
- Jacques Dutronc – C’est la vie

2003
Adrien Brody – Der Pianist (The Pianist)
- Daniel Auteuil – Ein perfektes Leben (L’adversaire)
- François Berléand – Bad, Bad Things (Mon idole)
- Bernard Campan – Claire – Se souvenir des belles choses (Se souvenir des belles choses)
- Mathieu Kassovitz – Der Stellvertreter (Amen)

2004
Omar Sharif – Monsieur Ibrahim und die Blumen des Koran (Monsieur Ibrahim et les fleurs du Coran)
- Daniel Auteuil – Après vous … Bitte nach Ihnen (Après vous)
- Jean-Pierre Bacri – Gefühlsverwirrungen (Les sentiments)
- Gad Elmaleh – Chouchou
- Bruno Todeschini – Sein Bruder (Son frère)

2005
Mathieu Amalric – Das Leben ist seltsam (Rois et reine)
- Daniel Auteuil – 36 – Tödliche Rivalen (36 Quai des Orfèvres)
- Gérard Jugnot – Die Kinder des Monsieur Mathieu (Les choristes)
- Benoît Poelvoorde – Podium
- Philippe Torreton – Die Frau des Leuchtturmwärters (L’équipier)

2006
Michel Bouquet – Letzte Tage im Elysée (Le promeneur du Champ de Mars)
- Patrick Chesnais – Man muss mich nicht lieben (Je ne suis pas là pour être aimé)
- Romain Duris – Der wilde Schlag meines Herzens (De battre mon coeur s’est arrêté)
- José Garcia – Die Axt (Le couperet)
- Benoît Poelvoorde – Entre ses mains

2007
François Cluzet – Kein Sterbenswort (Ne le dis à personne)
- Michel Blanc – Sie sind ein schöner Mann (Je vous trouve très beau)
- Alain Chabat – Prête-moi ta main
- Gérard Depardieu – Chanson d’Amour (Quand j’étais chanteur)
- Jean Dujardin – OSS 117 – Der Spion, der sich liebte (OSS 117: Le Caire nid d’espions)

2008
Mathieu Amalric – Schmetterling und Taucherglocke (La scaphandre et le papillon)
- Michel Blanc – Wir waren Zeugen (Les témoins)
- Jean-Pierre Darroussin – Dialog mit meinem Gärtner (Dialogue avec mon jardinier)
- Vincent Lindon – Ceux qui restent
- Jean-Pierre Marielle – Faut que ça danse!

2009
Vincent Cassel – Public Enemy No. 1 – Mordinstinkt (Mesrine: L’instinct de mort) und Public Enemy No. 1 – Todestrieb (Mesrine: L’ennemi public n°1)
- François-Xavier Demaison – Coluche, l’histoire d’un mec
- Guillaume Depardieu – Versailles (postum)
- Albert Dupontel – Tage oder Stunden (Deux jours à tuer)
- Jacques Gamblin – C’est la vie – So sind wir, so ist das Leben (Le premier jour du reste de ta vie)

## 2010er Jahre
2010
Tahar Rahim – Ein Prophet (Un prophète)
- Yvan Attal – Lösegeld (Rapt)
- François Cluzet – Der Retter (À l’origine)
- François Cluzet – Le dernier pour la route
- Vincent Lindon – Welcome

2011
Éric Elmosnino – Gainsbourg – Der Mann, der die Frauen liebte (Gainsbourg (Vie héroïque))
- Gérard Depardieu – Mammuth
- Romain Duris – Der Auftragslover (L’arnacœur)
- Jacques Gamblin – Der Name der Leute (Le nom des gens)
- Lambert Wilson – Von Menschen und Göttern (Des hommes et des dieux)

2012
Omar Sy – Ziemlich beste Freunde (Intouchables)
- Sami Bouajila – Omar – Ein Justizskandal (Omar m’a tuer)
- François Cluzet – Ziemlich beste Freunde (Intouchables)
- Jean Dujardin – The Artist
- Olivier Gourmet – Der Aufsteiger (L’exercice de l’état)
- Denis Podalydès – La conquête
- Philippe Torreton – Haftbefehl – Im Zweifel gegen den Angeklagten '(Présumé coupable)

2013
Jean-Louis Trintignant – Liebe (Amour)
- Jean-Pierre Bacri – Zwischen allen Stühlen (Cherchez Hortense)
- Patrick Bruel – Der Vorname (Le prénom)
- Denis Lavant – Holy Motors
- Vincent Lindon – Der letzte Frühling (Quelques heures de printemps)
- Fabrice Luchini – In ihrem Haus (Dans la maison)
- Jérémie Renier – My Way – Ein Leben für das Chanson (Cloclo)

2014
Guillaume Gallienne – Maman und ich (Les garçons et Guillaume, à table!)
- Mathieu Amalric – Venus im Pelz (La vénus à la fourrure)
- Michel Bouquet – Renoir
- Albert Dupontel – 9 mois ferme
- Grégory Gadebois – Meine Seele für deine Freiheit (Mon âme par toi guérie)
- Fabrice Luchini – Molière auf dem Fahrrad (Alceste à bicyclette)
- Mads Mikkelsen – Michael Kohlhaas

2015
Pierre Niney – Yves Saint Laurent
- Romain Duris – Eine neue Freundin (Une nouvelle amie)
- Gaspard Ulliel – Saint Laurent
- Guillaume Canet – La prochaine fois je viserai le cœur
- Niels Arestrup – Diplomatie
- François Damiens – Verstehen Sie die Béliers? (La famille Bélier)
- Vincent Lacoste – Hippokrates und ich (Hippocrate)

2016
Vincent Lindon – Der Wert des Menschen (La loi du marché)
- Jean-Pierre Bacri – La vie très privée de Monsieur Sim
- Vincent Cassel – Mein ein, mein alles (Mon roi)
- François Damiens – Les cowboys
- Gérard Depardieu – Valley of Love – Tal der Liebe (Valley of Love)
- Antonythasan Jesuthasan – Dämonen und Wunder (Dheepan)
- Fabrice Luchini – L’Hermine (L’hermine)

2017
Gaspard Ulliel – Einfach das Ende der Welt (Juste la fin du monde)
- François Cluzet – Der Landarzt von Chaussy (Médecin de campagne)
- Pierre Deladonchamps – Die kanadische Reise (Le fils de Jean)
- Nicolas Duvauchelle – Je ne suis pas un salaud
- Fabrice Luchini – Die feine Gesellschaft (Ma loute)
- Pierre Niney – Frantz
- Omar Sy – Monsieur Chocolat (Chocolat)

2018
Swann Arlaud – Bloody Milk (Petit paysan)
- Daniel Auteuil – Die brillante Mademoiselle Neïla (Le Brio)
- Jean-Pierre Bacri – Das Leben ist ein Fest (Le Sens de la fête)
- Guillaume Canet – Rock’n Roll
- Albert Dupontel – Au revoir là-haut
- Louis Garrel – Le Redoutable (Le redoutable)
- Reda Kateb – Django – Ein Leben für die Musik (Django)

2019
Alex Lutz – Guy
- Édouard Baer – Der Preis der Versuchung (Mademoiselle de Joncquières)
- Romain Duris – Nos batailles
- Vincent Lacoste – Mein Leben mit Amanda (Amanda)
- Gilles Lellouche – In sicheren Händen (Pupille)
- Pio Marmaï – Lieber Antoine als gar keinen Ärger (En liberté!)
- Denis Ménochet – Nach dem Urteil (Jusqu’à la garde)

## 2020er-Jahre
2020
Roschdy Zem – Im Schatten von Roubaix (Roubaix, une lumière)
- Daniel Auteuil – Die schönste Zeit unseres Lebens (La belle époque)
- Damien Bonnard – Die Wütenden – Les Misérables (Les misérables)
- Vincent Cassel – Alles außer gewöhnlich (Hors normes)
- Jean Dujardin – Intrige (J’accuse)
- Reda Kateb – Alles außer gewöhnlich (Hors normes)
- Melvil Poupaud – Gelobt sei Gott (Grâce à Dieu)

2021
Sami Bouajila – Ein Sohn (Un fils)
- Jonathan Cohen – Einfach enorm (Énorme)
- Albert Dupontel – Was dein Herz dir sagt – Adieu ihr Idioten! (Adieu les cons)
- Niels Schneider – Leichter gesagt als getan (Les choses qu’on dit, les choses qu’on fait)
- Lambert Wilson – De Gaulle

2022
Benoît Magimel – In Liebe lassen (De son vivant)
- Damien Bonnard – Die Ruhelosen (Les intranquilles)
- Adam Driver – Annette
- Gilles Lellouche – Bac Nord – Bollwerk gegen das Verbrechen (BAC Nord)
- Vincent Macaigne – Der Nachtarzt (Médecin de nuit)
- Pio Marmaï – In den besten Händen (La fracture)
- Pierre Niney – Black Box – Gefährliche Wahrheit (Boîte noire)

2023
Benoît Magimel – Pacifiction (Pacifiction: Tourment sur les îles)
- Jean Dujardin – November (Novembre)
- Louis Garrel – Verkehrte Welt (L’innocent)
- Vincent Macaigne – Tagebuch einer Pariser Affäre (Chronique d’une liaison passagère)
- Denis Ménochet – Peter von Kant

2024
Arieh Worthalter – Der Fall Goldman (Le procès Goldman)
- Romain Duris – Animalia (Le règne animal)
- Benjamin Lavernhe – L’Abbé Pierre – Une vie de combats
- Melvil Poupaud – L’amour et les forêts
- Raphaël Quenard – Yannick

2025
Karim Leklou – Le roman de Jim
- François Civil – L’amour ouf
- Benjamin Lavernhe – Die leisen und die großen Töne (En fanfare)
- Pierre Niney – Der Graf von Monte Christo (Le Comte de Monte-Cristo)
- Tahar Rahim – Monsieur Aznavour